# Арраго, Роман Семёнович
Роман Семёнович Арраго́ (настоящая фамилия Левитин; 18 сентября 1883, Конотоп — 29 ноября 1949, Ленинград, похоронен на Еврейском кладбище Санкт-Петербурга) — артист оригинального жанра, один из крупнейших российских быстросчётчиков. По образованию математик, биолог, инженер-механик.

## Биография
Роман Семёнович родился в 1883 году в городе Конотоп, в небогатой семье. В 17 лет он поступил на работу в контору оптового торговца мануфактурой, где в его обязанности входила проверка счетов-фактур. За год упорного труда Арраго скопил достаточно средств, чтобы попытаться осуществить свою мечту — поступить на математический факультет Сорбоннского университета.
Роман Семёнович владел многими иностранными языками, включая немецкий, польский, французский, английский, испанский, итальянский, португальский и нидерландский. Как счетчик-менталист впервые выступил 23 ноября 1908 года в брюссельском театре «Скала» (Бельгия). В 1908—1912 гг. гастролировал по Европе, Южной Америке и Австралии. Выполнял сложные вычисления и номера мнемоники, в том числе производил устно все виды арифметических действий на многозначных числах, решал задачи по возведению в степень и извлечению корня из десятизначных чисел, отвечал на вопросы зрителей о точных датах рождения знаменитых людей, о датах исторических событий.
В 1912 году окончательно вернулся в Россию. Большую часть жизни работал в СССР. В годы Великой Отечественной войны много выступал на заводах, в воинских частях, госпиталях, а после войны, вплоть до последних дней, — в театрах и цирках. В 1949 году завещал свой мозг Институту по изучению мозга им. академика В. М. Бехтерева.